# Futbolo klubas Utenos Utenis 2015
Questa voce raccoglie le informazioni riguardanti il Futbolo klubas Utenos Utenis nelle competizioni ufficiali della stagione 2015.

## Stagione
A seguito della promozione dalla 1 Lyga, arrivata al termine del campionato 2014, l'Utenis Utena si è apprestato ad affrontare l'A Lyga 2015. L'allenatore Mindaugas Čepas è stato confermato alla guida tecnica della squadra.
La squadra ha chiuso la stagione al 6º posto in classifica, mentre l'avventura nel Lietuvos Taurė 2015-2016 si è chiusa ai quarti di finale, con l'eliminazione per mano dello Stumbras.

## Rosa
| N. |                     | Ruolo | Calciatore              |
| -- | ------------------- | ----- | ----------------------- |
| 1  | Lituania (bandiera) | P     | Ignas Plūkas            |
| 2  | Lituania (bandiera) | C     | Aurimas Tručinskas      |
| 3  | Lituania (bandiera) | C     | Robertas Freidgeimas    |
| 4  | Lituania (bandiera) | D     | Lukas Artimavičius      |
| 4  | Lituania (bandiera) | D     | Martynas Duda           |
| 5  | Lituania (bandiera) | D     | Julius Aleksandravičius |
| 6  | Lituania (bandiera) | C     | Valentin Jeriomenko     |
| 7  | Lituania (bandiera) | C     | Linas Savastas          |
| 8  | Lituania (bandiera) | C     | Mykolas Krasnovskis     |
| 9  | Lituania (bandiera) | C     | Edgaras Mastianica      |
| 10 | Lituania (bandiera) | C     | Žilvinas Banys          |
| 11 | Lituania (bandiera) | C     | Mindaugas Grigaravičius |
| 12 | Lituania (bandiera) | P     | Pavelas Leusas          |
| 13 | Lituania (bandiera) | D     | Gabrielius Zagurskas    |
| 15 | Lituania (bandiera) | A     | Tomas Šavlovskis        |

| N. |                        | Ruolo | Calciatore             |
| -- | ---------------------- | ----- | ---------------------- |
| 17 | Lituania (bandiera)    | C     | Andrius Arlauskas      |
| 20 | Ucraina (bandiera)     | D     | Yuriy Flyak            |
| 21 | Lituania (bandiera)    | A     | Darius Kazubovičius    |
| 22 | Lituania (bandiera)    | D     | Daniel Gunevič         |
| 23 | Lituania (bandiera)    | C     | Tomas Dombrauskis      |
| 23 | Mali (bandiera)        | A     | Mademba Cissé          |
| 25 | Lituania (bandiera)    | D     | Mantas Fridrikas       |
| 27 | Ucraina (bandiera)     | A     | Yuriy Vereshchak       |
| 29 | Lituania (bandiera)    | C     | Povilas Krasnovskis    |
| 40 | Bielorussia (bandiera) | C     | Ilya Trachinski        |
| 77 | Lituania (bandiera)    | C     | Vitalijus Kavaliauskas |
| 88 | Lituania (bandiera)    | C     | Erikas Vainoras        |
| 98 | Lituania (bandiera)    | P     | Lukas Paukštė          |
| 99 | Russia (bandiera)      | C     | Timur Balajev          |

## Calciomercato

### Sessione invernale
| Arrivi | Arrivi                  | Arrivi         | Arrivi     |
| R.     | Nome                    | da             | Modalità   |
| ------ | ----------------------- | -------------- | ---------- |
| D      | Julius Aleksandravičius | Lietava Jonava | definitivo |
| D      | Martynas Duda           |                | svincolato |
| D      | Yuriy Flyak             |                | svincolato |
| D      | Mantas Fridrikas        | Žalgiris       | prestito   |
| C      | Andrius Arlauskas       |                | svincolato |
| C      | Robertas Freidgeimas    |                | svincolato |
| C      | Mindaugas Grigaravičius | Sūduva         | definitivo |
| C      | Povilas Krasnovskis     | Trakai         | definitivo |
| C      | Edgaras Mastianica      |                | svincolato |
| C      | Ilya Trachinski         |                | svincolato |
| A      | Darius Kazubovičius     | Žalgiris       | prestito   |
| A      | Yuriy Vereshchak        |                | svincolato |

| Partenze | Partenze               | Partenze                | Partenze      |
| R.       | Nome                   | a                       | Modalità      |
| -------- | ---------------------- | ----------------------- | ------------- |
| P        | Marius Suvaizdis       |                         | svincolato    |
| D        | Lukas Artimavičius     | Atlantas                | fine prestito |
| D        | Denis Gordej           |                         | svincolato    |
| D        | Vyacheslav Rakov       |                         | svincolato    |
| C        | Jan Cimuškevič         |                         | svincolato    |
| C        | Vitalijus Kavaliauskas | Lokomotyvas Radviliškis | definitivo    |
| C        | Anton Naumov           |                         | ritiro        |
| C        | Darijus Šulnis         |                         | svincolato    |
| A        | Armandas Breive        |                         | svincolato    |
| A        | Povilas Lukšys         |                         | ritiro        |
| A        | Egidijus Varnas        |                         | ritiro        |

### Sessione estiva
| Arrivi | Arrivi             | Arrivi         | Arrivi     |
| R.     | Nome               | da             | Modalità   |
| ------ | ------------------ | -------------- | ---------- |
| D      | Lukas Artimavičius | Atlantas       | prestito   |
| C      | Tomas Dombrauskis  | Leicester City | definitivo |

| Partenze | Partenze      | Partenze      | Partenze   |
| R.       | Nome          | a             | Modalità   |
| -------- | ------------- | ------------- | ---------- |
| P        | Ignas Plūkas  |               | svincolato |
| D        | Martynas Duda | Alkī Oroklini | definitivo |
| A        | Mademba Cissé | Polonia Kępno | definitivo |

## Risultati

### A Lyga
| Arbitro: | Rumšas |

|                   |           |  |
| Elivelto 53’, 68’ | Marcatori |  |

| Arbitro: | Valikonis |

|                |           |                   |
| Jeriomenko 37’ | Marcatori | 38’, 66’ Panjukov |

| Arbitro: | Vasiliauskas |

|              |           |  |
| Bagočius 34’ | Marcatori |  |

| Arbitro: | Karka |

|                  |           |              |
| Kavaliauskas 49’ | Marcatori | 84’ Veliulis |

| Arbitro: | Petraška |

|                                                |           |                    |
| Solomin 12’ Arshakyan 31’, 39’, 79’ Mamaev 68’ | Marcatori | 80’ M. Krasnovskis |

| Arbitro: | Karka |

|  |           |                   |
|  | Marcatori | 55’ Grigaravičius |

| Arbitro: | Paškovskis |

|                  |           |                                          |
| Kazubovičius 84’ | Marcatori | 42’ Vitukynas 44’ Gnedojus 46’ Laukžemis |

| Arbitro: | Anufrijevs |

|  |           |                                    |
|  | Marcatori | 59’ Kazubovičius 77’ (aut.) Hadžić |

| Arbitro: | Šmitas |

|                       |           |                    |
| Velička 47’ Rėkiš 66’ | Marcatori | 18’ M. Krasnovskis |

| Arbitro: | Valikonis |

|  |           |                       |
|  | Marcatori | 7’ Švrljuga 24’ Lukša |

| Arbitro: | Jackus |

|              |           |                 |
| Panjukov 31’ | Marcatori | 14’ Freidgeimas |

| Utena 12 maggio 2015, ore 18:00 12ª giornata | Utenis Utena | 0 – 0 referto | Kruoja | Utenio Stadionas (700 spett.)\| Arbitro: \| Karka \| |
| Arbitro:                                     | Karka        |               |        |                                                      |

| Arbitro: | Rumšas |

|  |           |                    |
|  | Marcatori | 61’ P. Krasnovskis |

| Arbitro: | Petraška |

|                   |           |  |
| P. Krasnovskis 5’ | Marcatori |  |

| Arbitro: | Paškovskis |

|                 |           |                 |
| Freidgeimas 70’ | Marcatori | 73’ Rimkevičius |

| Arbitro: | Jackus |

|                         |           |                |
| Papšys 9’ Laukžemis 44’ | Marcatori | 90’ Vereshchak |

| Arbitro: | Karka |

|                |           |  |
| Trachinski 89’ | Marcatori |  |

| Arbitro: | Gutovskij |

|                                      |           |                                              |
| P. Krasnovskis 6’ (rig.), 61’ (rig.) | Marcatori | 24’ (rig.), 42’ Sendžikas 89’ (rig.) Velička |

| Arbitro: | Petraška |

|  |           |                                            |
|  | Marcatori | 10’ Elivelto 50’ Kuklys 90'+2’ Janušauskas |

| Utena 27 luglio 2015, ore 17:00 20ª giornata | Utenis Utena | 0 – 0 referto | Atlantas | Utenio Stadionas (500 spett.)\| Arbitro: \| Slyva \| |
| Arbitro:                                     | Slyva        |               |          |                                                      |

| Arbitro: | Jackus |

|                                   |           |                |
| Birškys 69’ Salamanavičius 90'+1’ | Marcatori | 66’ Mastianica |

| Utena 6 agosto 2015, ore 17:30 22ª giornata | Utenis Utena | 0 – 0 referto | Sūduva | Utenio Stadionas (450 spett.)\| Arbitro: \| Slyva \| |
| Arbitro:                                    | Slyva        |               |        |                                                      |

| Arbitro: | Karka |

|                           |           |                |
| Šilėnas 19’ Arshakyan 48’ | Marcatori | 59’ Mastianica |

| Arbitro: | Paškovskis |

|                                             |           |                   |
| Snapkauskas 19’ Rimkevičius 39’ Janonis 57’ | Marcatori | 90'+2’ Mastianica |

| Utena 27 agosto 2015, ore 17:30 25ª giornata | Utenis Utena | 0 – 0 referto | Klaipėdos Granitas | Utenio Stadionas (527 spett.)\| Arbitro: \| Valikonis \| |
| Arbitro:                                     | Valikonis    |               |                    |                                                          |

| Arbitro: | Gaigalas |

|  |           |                                |
|  | Marcatori | 42’, 62’ (rig.) P. Krasnovskis |

| Arbitro: | Direktorenko |

|                 |           |              |
| Krušnauskas 44’ | Marcatori | 24’ Savastas |

| Arbitro: | Karka |

|                                               |           |                                         |
| Švrljuga 28’ Šernas 30’, 54’ Lucas Gaúcho 41’ | Marcatori | 8’, 55’ Mastianica 64’ Aleksandravičius |

| Arbitro: | Valikonis |

|              |           |  |
| Norvilas 80’ | Marcatori |  |

| Utena 3 ottobre 2015, ore 15:00 30ª giornata | Utenis Utena | 3 – 0 referto | Kruoja | Utenio Stadionas |

| Arbitro: | Šimėnas |

|                                     |           |  |
| Radzinevičius 8’, 52’ Slavickas 39’ | Marcatori |  |

| Arbitro: | McNabb |

|                        |           |                      |
| Freidgeimas 58’ (rig.) | Marcatori | 50’ (rig.) Arshakyan |

| Arbitro: | Paškovskis |

|                                               |           |                 |
| Kazubovičius 31’ Trachinski 39’ Fridrikas 77’ | Marcatori | 50’ Rimkevičius |

| Arbitro: | Gaigalas |

|                |           |                                  |
| Peretiatko 90’ | Marcatori | 5’ Mastianica 24’ P. Krasnovskis |

| Arbitro: | Paškovskis |

|                                                          |           |                       |
| Mastianica 35’ Kazubovičius 45'+1’ P. Krasnovskis 90'+1’ | Marcatori | 13’, 66’ Tamulevičius |

| Arbitro: | Paškovskis |

|                                                                  |           |                 |
| Kazubovičius 15’ Vereshchak 30’ Šinkunas 59’ (aut.) Savastas 60’ | Marcatori | 51’ Krušnauskas |

### Lietuvos Taurė
| Radviliškis 22 settembre 2015, ore 17:00 Quarto turno | Lokomotyvas Radviliškis | 2 – 3 referto | Utenis Utena | Radviliškio miesto centrinis stadionas |

| Arbitro: | Petraška |

|  |           | |
|  | Marcatori | 38’, 88’ Vereshchak 48’, 69’ Mastianica 75’ P. Krasnovskis 76’ Vainoras 86’ Trachinski 90’ Freidgeimas |

| Arbitro: | Petraška |

|                                   |           |                    |
| Grigaravičius 51’ Rimkevičius 81’ | Marcatori | 65’ P. Krasnovskis |

| Arbitro: | Paškovskis |

|                                 |           |                                   |
| Mastianica 19’ Kazubovičius 22’ | Marcatori | 12’, 53’ Račkus 67’ Grigaravičius |